# چهل وهشت مثلث وجهی

چهل وهشت مثلث وجهی

در هندسه، چهل وهشت مثلث وجهی (به انگلیسی:Disdyakis dodecahedron)، یک جسم کاتالان با ۴۸ وجه و ۷۲ ضلع و ۲۶ راس است. مزدوج مکعب‌هشت‌وجهی بریده‌شده است. به همین ترتیب وجه‌های یکسان دارد، اما چندضلعی‌های وجه‌هایش نامنتظم است (هر از وجه‌هایش مثلثی قائم الزاویه است). جایگزینی هر وجه دوازده‌لوزوجهی با هرم مسطح، یک چند وجهی ایجاد می‌کند که تقریباً شبیه چهل وهشت مثلث وجهی است و از نظر توپولوژی مساوی با آن است.